# Olympia Snowe
Olympia Snowe (Augusta, 1947. február 21. –) az Amerikai Egyesült Államok szenátora (Maine, 1995–2013).